# Michael Baumgartl
Michael Baumgartl (* 26. August 1950 in Klettwitz; † 6. Dezember 2017 in Feldberger Seenlandschaft) war ein deutscher Komponist und Musikkritiker.

## Leben
Michael Baumgartl wurde 1950 in Klettwitz in der Niederlausitz geboren. Er studierte zunächst Dirigieren und Klavier an der Hochschule für Musik Carl Maria von Weber Dresden. Ab 1976 war er als Chordirektor mit Dirigierverpflichtung am Volkstheater Bautzen tätig. Von 1976 bis 1981 schloss sich ein Kompositionsstudium bei Rainer Kunad an der Dresdner Musikhochschule an. Von 1977 bis 1983 war er musikalischer Leiter des Schauspiels am Theater des Friedens Halle. Ebenda wurden 1982 seine Fünf Lieder für Bariton und Orchester „Komm, Trost der Nacht, o Nachtigall“ zur Uraufführung gebracht. 1982/83 war er Meisterschüler für Komposition an der Akademie der Künste der DDR in Berlin.
Er war dann von 1984 bis 1990 als Komponist und dramaturgischer Mitarbeiter der Schweriner Philharmonie tätig. Von 1985 bis 1992 hatte er einen Lehrauftrag an der Außenstelle Schwerin der Hochschule für Musik Hanns Eisler Berlin inne. Ab 1992 wirkte er als freischaffender Komponist in Berlin. 1995 zog er nach Mecklenburg-Vorpommern, wo er als Komponist, Organist, Chorleiter (der Chorgemeinschaft Strasburg) und Musikkritiker (für die Ostsee-Zeitung) wirkte.
Seine kammermusikalischen Werke sind u. a. beim Verlag Neue Musik in Berlin verlegt.
Baumgartl war verheiratet. Er verstarb 2017 nach langer Krankheit im Ortsteil Wendorf der Gemeinde Feldberger Seenlandschaft im Landkreis Mecklenburgische Seenplatte.